# Riksdagsvalet på Åland 1917
I Riksdagsvalet (lantdagsvalet) 1-2 oktober 1917 på Åland röstade 8 474 ålänningar. Valet handlade om Finland skulle bryta sig loss från Ryssland eller ej. De borgerliga partierna gick ihop med ett gemensamt valförbund med agendan Finland fritt från Ryssland, mot socialdemokraterna som ville att Finland skulle få mera makt, men fortfarande höra till det ryska väldet. 

## Valupptakten
Svenska Folkpartiet på Åland var stressade över att socialdemokraterna hade gått fram i valet året innan på Åland och dessutom hade egen majoritet i finska riksdagen. I september anordnades valmöten på Åland med sfi:s tre starka frontfigurer på Åland Julius Sundblom, Johannes Holmberg och Johannes Eriksson.
|                   | Johannes Holmberg       | Johannes Eriksson           | Julius Sundblom              |
| 21 september 1917 | Haga folkskola, Saltvik | -                           | -                            |
| 22 september 1917 | Högtomt, Saltvik        | Gottby folkskola, Jomala    | -                            |
| 23 september 1917 | Kllippan, Sund          | Storby folkhögskola, Eckerö | Klippan, Sund                |
| 24 september 1917 | -                       | -                           | Järsö folkskola, Lemland     |
| 25 september 1917 | -                       | Hammarlands Andelsmejeri    | -                            |
| 26 september 1917 | -                       | -                           | Godby folkhögskola, Finström |
| 27 september 1917 | Furulund, Geta          | -                           | -                            |
| 28 september 1917 | Tjudö folkskola         | -                           | -                            |
| 29 september 1917 | Bertbyvik, Saltvik      | Lumparland folkskola        | Rådhussalen i Mariehamn      |
| 30 september 1917 | -                       | Rörstorp folkskola Lemland  | -                            |

Anmärkningsvärt är att både Johannes Eriksson och Julius Sundblom hade varit på folkhögskolan en månad tidigare den 20 augusti 1917 och diskuterat om hur Åland skall bryta sig loss från Finland och återförenas med Sverige. Tanken var att de skulle ha fört över beslutet från det mötet till svenskarna så snabbt som möjligt. Detta verkade inte ha varit fokus under september, eftersom de var fullt upptagna av valturnén och att få in Julius Sundblom i riksdagen. Tidningen Åland trummade på i stort sett i varje tidning om vikten av att rösta för ett självständigt Finland och tidningen marknadsförde även de tre ålänningarnas valturné på Åland.

### Vallistorna
Sfp valde en annan taktik i detta val jämfört med föregående val när det gällde listorna. På Åland blev det enbart två listor, istället för fyra som förra året, samt att det enbart var en åländsk kandidat, Julius Sundblom. Året före hade även Johannes Holmberg varit med. Det är möjligt att taktiken färre listor och bara en åländsk kandidat kostade ett antal röster för sfp.
| 1. | Julius Sundblom   | Redaktör     | Mariehamn   |
| 2. | Rafael Colliander | Redaktör     | Åbo         |
| 3. | Emil Schybergson  | Bankdirektör | Helsingfors |

| 1. | Julius Sundblom    | Redaktör         | Mariehamn   |
| 2. | Jenny af Forselles | fil.dr fröken    | Helsingfors |
| 3. | William Isaksson   | Hovrättsfiskalen | Åbo         |

## Valresultatet

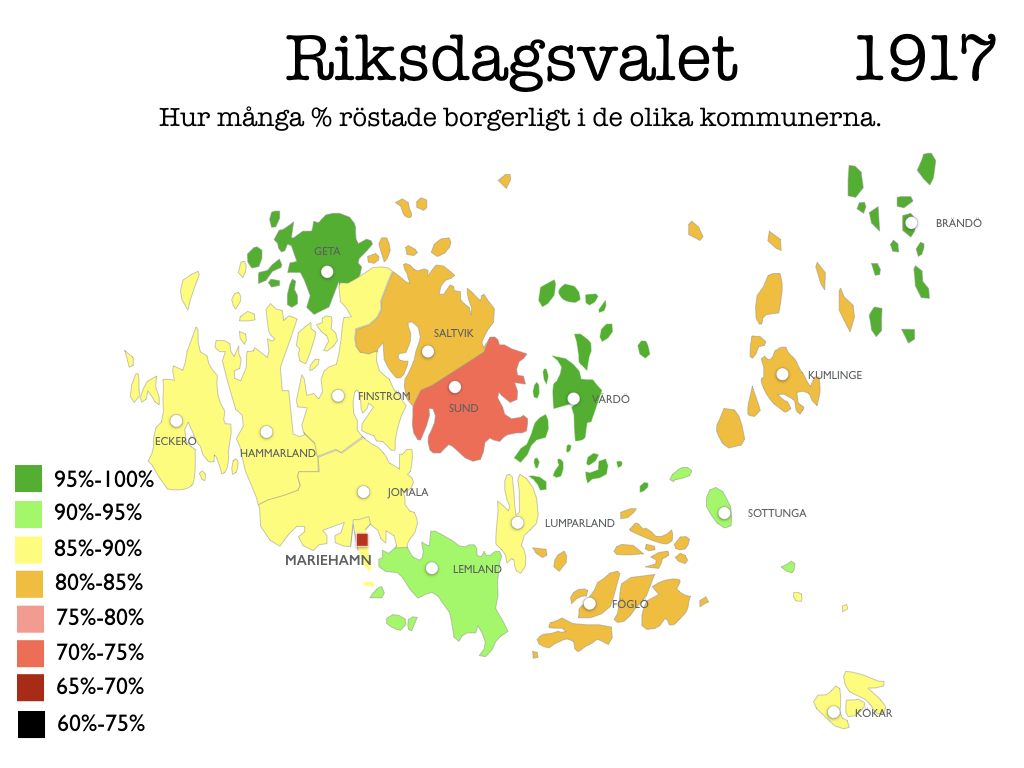
Kartan visar hur borgerligt ålänningarna röstade i riksdagsvalet 1916 och detta per kommun..
I Sunds kommun röstade man minst borgerligt och mest i Geta, Vårdö och Brändö.

I valet deltog 8 474 personer av 12 509 röstberättigade män och kvinnor på Åland. Det motsvarar en deltagarprocent på 67,7 %.
| Kommun     | Distrikt  | Borgare | Socialdemokrater | Kr. Arbetare | Kasserade | Tot     |
| Brändö     | -         | 468     | 8                | 0            | 1         | 477     |
| Eckerö     | -         | 423     | 57               | 12           | 7         | 499     |
| Finström   | I         | 129     | 2                | 0            | 2         | 133     |
| Finström   | II        | 210     | 31               | 3            | 3         | 247     |
| Finström   | III       | 180     | 18               | 0            | 2         | 200     |
| Finström   | IV        | 158     | 38               | 1            | 1         | 198     |
| Finström   | V         | 54      | 3                | 1            | 0         | 58      |
| Föglö      | Östra     | 114     | 4                | 1            | 0         | 119     |
| Föglö      | Västra    | 110     | 36               | 1            | 1         | 148     |
| Föglö      | Norra     | 68      | 3                | 4            |           | 75      |
| Föglö      | Mellersta | 172     | 44               | 1            | 2         | 219     |
| Geta       | -         | 366     | 4                | 4            |           | 374     |
| Hammarland | I         | 54      | 3                | 1            | 0         | 58      |
| Hammarland | II        | 180     | 23               | 6            | 0         | 209     |
| Hammarland | III       | 200     | 39               | 8            |           | 247     |
| Hammarland | IV        | 67      | 3                | 0            |           | 70      |
| Jomala     | Östra     | 411     | 42               | 6            | 2         | 461     |
| Jomala     | Västra    | 382     | 43               | 5            | 2         | 432     |
| Kumlinge   | -         | 318     | 58               | 2            | 2         | 380     |
| Kökar      | -         | 209     | 28               | 1            | 1         | 239     |
| Lemland    | Östra     | 259     | 14               | 4            |           | 277     |
| Lemland    | Västra    | 329     | 35               | 2            | 1         | 367     |
| Lumparland | -         | 212     | 26               | 1            |           | 239     |
| Mariehamn  | -         | 557     | 68               | 8            | 3         | 636     |
| Saltvik    | I         | 352     | 34               | 1            | 1         | 388     |
| Saltvik    | II        | 338     | 111              | 5            | 1         | 455     |
| Sottunga   | -         | 161     | 7                | 2            |           | 170     |
| Sund       | Norra     | 118     | 61               | 0            |           | 179     |
| Sund       | Södra     | 304     | 105              | 1            | 1         | 411     |
| Vårdö      | -         | 365     | 7                | 4            | 1         | 377     |
| Totalt     | -         | 7 268   | 955              | 85           | 34        | 8 342   |
|            |           | 87,1 %  | 11,4 %           | 1,0 %        | 0,4 %     | 100,0 % |

### Svenska Folkpartiets i Åbo läns södra distrikts röster i valet
| Status | Namn               | Tittel           | Röster |
| Invald | Emil Schybergson   | Bankdirektör     | 6 054  |
| Invald | Julius Sundblom    | Redaktör         | 5 664  |
| Invald | Emil Roos          | Jordbrukare      | 4 672  |
| Invald | Rafael Coliiander  | Redaktör         | 4 535  |
| Reserv | William Isaksson   | Hovrättsfiskalen | 4 164  |
| Reserv | Jenny af Forselles | fil. dr. fröken  | 2 435  |

## Jämfört medRiksdagsvalet på Åland 1916
- I valet 1917 deltog 8 474 ålänningar jämfört med  7 818 året före, det vill säga 656 flera än året före.
- Trots ivrigt kampanjande från Svenska folkpartiet på Åland, var det socialdemokraterna som blev vinnare. De ökade från 547 röster till nästan det dubbla, 955 stycken. Dock förlorade socialdemokraterna på riksplanet eftersom de blev av med majoriteten i riksdagen.